# Italcementi
Italcementi est un cimentier appartenant au groupe Heidelberg Materials depuis 2016. Avant son rachat, Italcementi était le cinquième producteur mondial de ciment (après Holcim, Cemex et Heidelberg Materials) et le plus important pour la Méditerranée. Le siège de la société est établi à Bergame en Italie, jusqu’en 2023, puis transféré à Peschiera Borromeo dans la banlieue de Milan.
La holding de la famille Pesenti, Italmobiliare possédait 58,73 % des actions (cotées à la bourse de Milan) avant le rachat par Heidelberg Materials. La société est dirigée par Carlo Pesenti (2007).

## Histoire

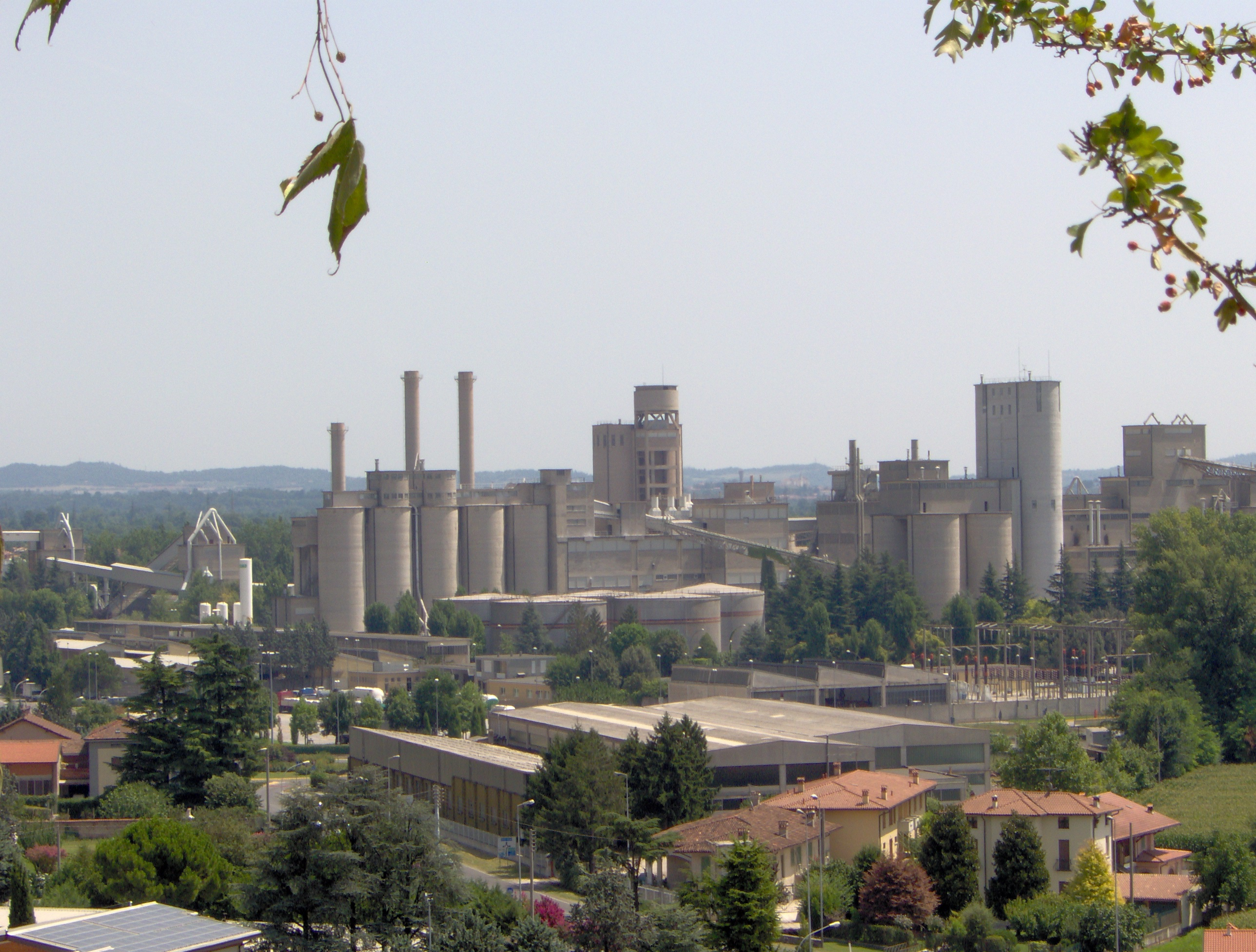
Une cimenterie à Rezzato

En 1864, Italcementi est créée à Bergame en Lombardie par Giuseppe Piccinelli. En 1925, la société est cotée à la bourse de Milan.
En 1992, Italcementi commence son internationalisation avec l’acquisition de Ciments Français. En 1997, Italcementi acquiert l'italien Calcestruzzi, principal opérateur de béton prêt à l'emploi italien. En 1998, son expansion continue avec la conquête de nouveaux marchés en Bulgarie, au Kazakhstan, en Thaïlande, au Maroc, en Égypte et aux États-Unis. Ces acquisitions internationales et les suivantes sont faites par l'intermédiaire de la filiale Ciments Français.
En 2005, Italcementi devient le principal opérateur d'Égypte - plus de 30 % du marché - avec le rachat de Suez Cement Company et de Asec Cement. En 2006, Italcementi acquiert les 50 % manquants dans le capital du cimentier indien Zuari Cement, le premier partenariat à 50 % avec Zuari Industry Limited datait de 2001.
En juin 2007, Italcementi achète au groupe chinois Zhejiang Guangyu 100 % de Fuping Cement, société implantée dans la province du Shaanxi pour un montant de 70 millions de dollars. C'est le premier achat à 100 % d'un cimentier en Chine par un étranger.
En 2009, la fusion entre Italcementi et Ciments Français échoue. En juin 2014, Italcementi renouvèle ses acquisitions sur les parts minoritaires de Ciments Français, Italcementi détenant 85 % de ce dernier, qui cette fois réussit. Ciments Français est ainsi retiré de la bourse,.
En juillet 2015, HeidelbergCement lance une offre d'acquisition sur 45 % d'Italcementi pour 1,67 milliard d'euros, puis annonce son intention d'acheter les 55 % restants dans un second temps,,.
En octobre 2016, HeidelbergCement annonce détenir 100 % du capital d'Italcementi. Le groupe annonce fin 2017 que les synergies liées à cette acquisition s’élevaient à 254 millions d’euros,.

## Activités du groupe

### Avant l’acquisition par Heidelberg Materials

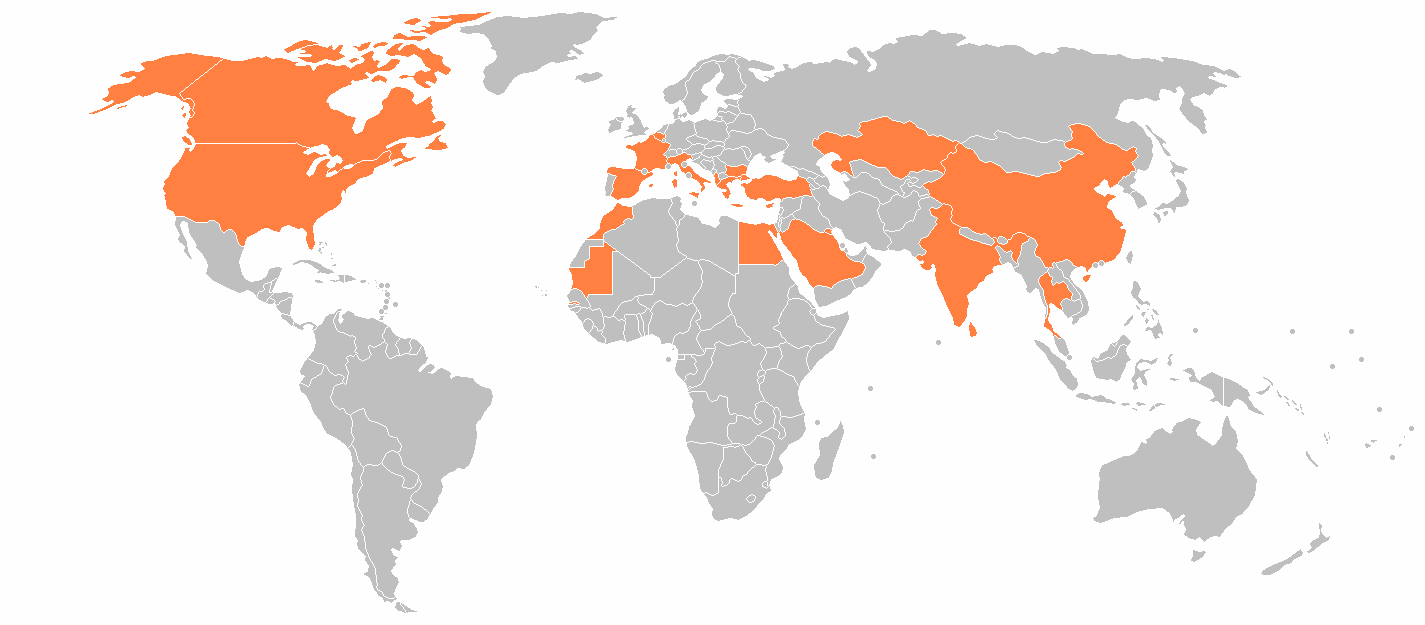
Présence mondiale du groupe Italcementi en 2007.

Le chiffre d'affaires par famille de produits se répartit comme suit :
- ciment (65,3 %) : plus de 70,0 Mt vendues en 2007 ;
- béton prêt à l'emploi et granulats (29,9 %) : 21,6 millions de m³ de béton et 59,3 Mt de granulats vendus en 2007 ;
- autres (4,4 %) : notamment tubes en terre cuite et en PVC, additifs pour ciment et adjuvants pour béton.

À fin 2007, le groupe est présent dans 22 pays, dispose de 63 cimenteries, de 613 centrales à béton et de 1134 carrières de granulats.
La répartition géographique du chiffre d'affaires est la suivante : 
- Italie (28,8 %) ;
- France et Belgique (29,1 %) ;
- Europe (9,1 %) ;
- Asie (13,6 %) ;
- Amérique du Nord (12,1 %) ;
- Maroc (4,3 %) ;
- autres (3 %).

Effectifs : 22 850 salariés dont environ 450 pour la R&D.

### Depuis 2016
Depuis l’acquisition d’Italcementi par Heidelberg Materials en 2016, l’essentiel de l'activité de la société se concentre en Italie.
En janvier 2023, la société annonce le transfert de son siège de Bergame à Peschiera Borromeo dans la banlieue de Milan.